# Gollop-Wolfgang-Syndrom
Das Gollop-Wolfgang-Syndrom ist eine sehr seltene Form einer Fehlbildung mit Spaltbildung in Hand oder Fuß (Ektrodaktylie) mit einseitiger Spalthand und einseitiger Gabelung des Oberschenkelknochens.
Synonyme sind: Gollop-Wolfgang-Komplex; Femur, gegabelter – Ektrodaktylie – Monodaktylie
Die Bezeichnung bezieht sich auf die Erstautoren von Beschreibungen aus dem Jahre 1980 durch den brasilianischen Arzt Thomaz Rafael Gollop
und 1984 durch den US-amerikanischen Orthopäden Gary L. Wolfgang.

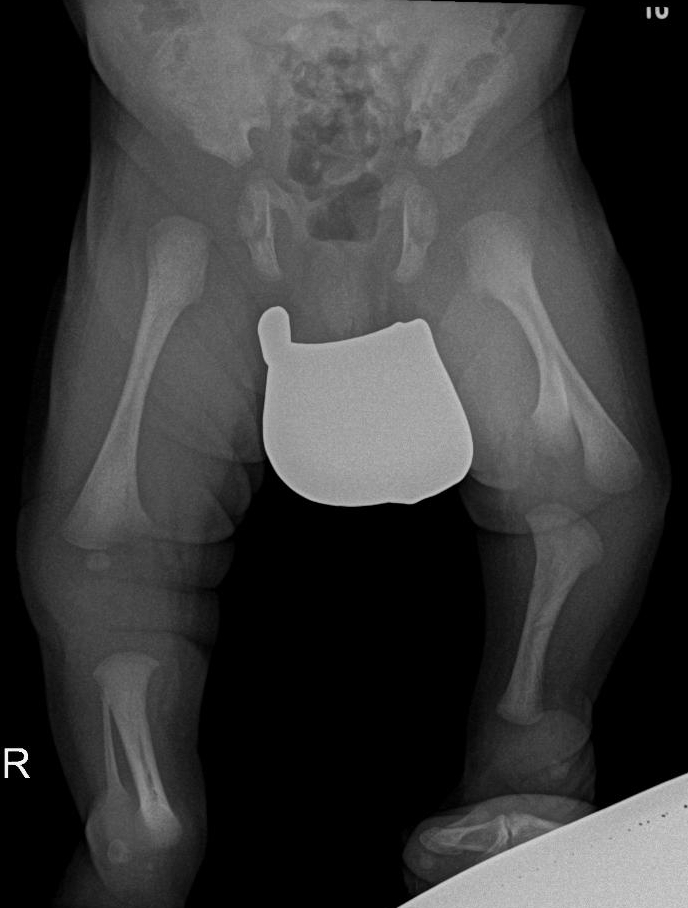
Röntgen-Übersicht bei einem 2 Wochen alten Neugeborenen mit Gollop-Wolfgang-Syndrom (Linkes Femur)

## Verbreitung
Die Häufigkeit ist nicht bekannt, bislang wurde über etwa 200 Betroffene berichtet. Die Vererbung erfolgt möglicherweise autosomal-rezessiv oder dominant.

## Ursache
Die Ätiologie ist nicht bekannt. Bei zwei Patienten wurden Veränderungen im Chromosom 17 an Genort p13.3 (auch das BHLHA9 -Gen einschliessend) gefunden, die möglicherweise Auslöser sind.

## Klinische Erscheinungen
Zusätzlich zur Hand-Ektrodyktylie und Femur-Bifurkation können Hypoplasie oder Aplasie der Tibia, Oligodaktylie oder Monodaktylie des Fußes vorliegen.
Die Femurgabelung ist meistens einseitig.
Hinzu können Herzfehler, Gaumenspalte und Tracheo-ösophageale Fistel kommen.
Mittels Sonographie kann bereits vorgeburtlich die Fehlbildung erkannt werden.

## Differentialdiagnose
Abzugrenzen ist das Hypoplastische Tibia-Polydaktylie-Syndrom (Werner mesomeles Syndrom) sowie das Tibia-Aplasie-Ektrodaktylie-Syndrom.

## Therapie
Die Behandlung besteht in orthopädischer prothetischer und rekonstruktiver Betreuung in einem spezialisierten Zentrum.